# Calafat (Romania)
Calafat (pronunciació en romanès: [kalaˈfat]) és una ciutat del comtat de Dolj, al sud de Romania, a la regió d'Oltènia.
Es troba al riu Danubi, davant de la ciutat búlgara de Vidin, a la qual està enllaçada pel pont Calafat-Vidin, inaugurat el 2013. Després de la destrucció dels ponts de l'antiguitat tardana, durant segles Calafat va estar connectada amb la riba sud del Danubi per vaixell, i més tard amb ferri.
La ciutat administra tres pobles: Basarabi, Ciupercenii Vechi i Golenți.

## Història
Va ser fundada al segle xiv per colons genovesos. Aquests colons empraven generalment un gran nombre d'obrers (Calafatis) en la reparació de vaixells. Aquesta indústria va donar nom a la ciutat.
El gener de 1854, durant la guerra de Crimea, quan les forces russes es dirigien pel Danubi, Ahmed Pasha, comandant les forces turques a Calafat, va fer un atac per sorpresa a la guarnició russa temporal propera a Cetate, que estava sota el comandament del coronel de. Això va desviar l'atac inicial rus i va permetre a Ahmed Pasha consolidar les seves forces a Calafat. El 28 de gener, els russos sota el comandament del general Joseph Carl von Anrep, van arribar a Calafat i van començar un setge que va durar fins al maig. Aclaparat per una malaltia i incapaç de prendre la ciutat, Anrep es va retirar.
Calafat va ser declarat municipi l'any 1997.

## Transport

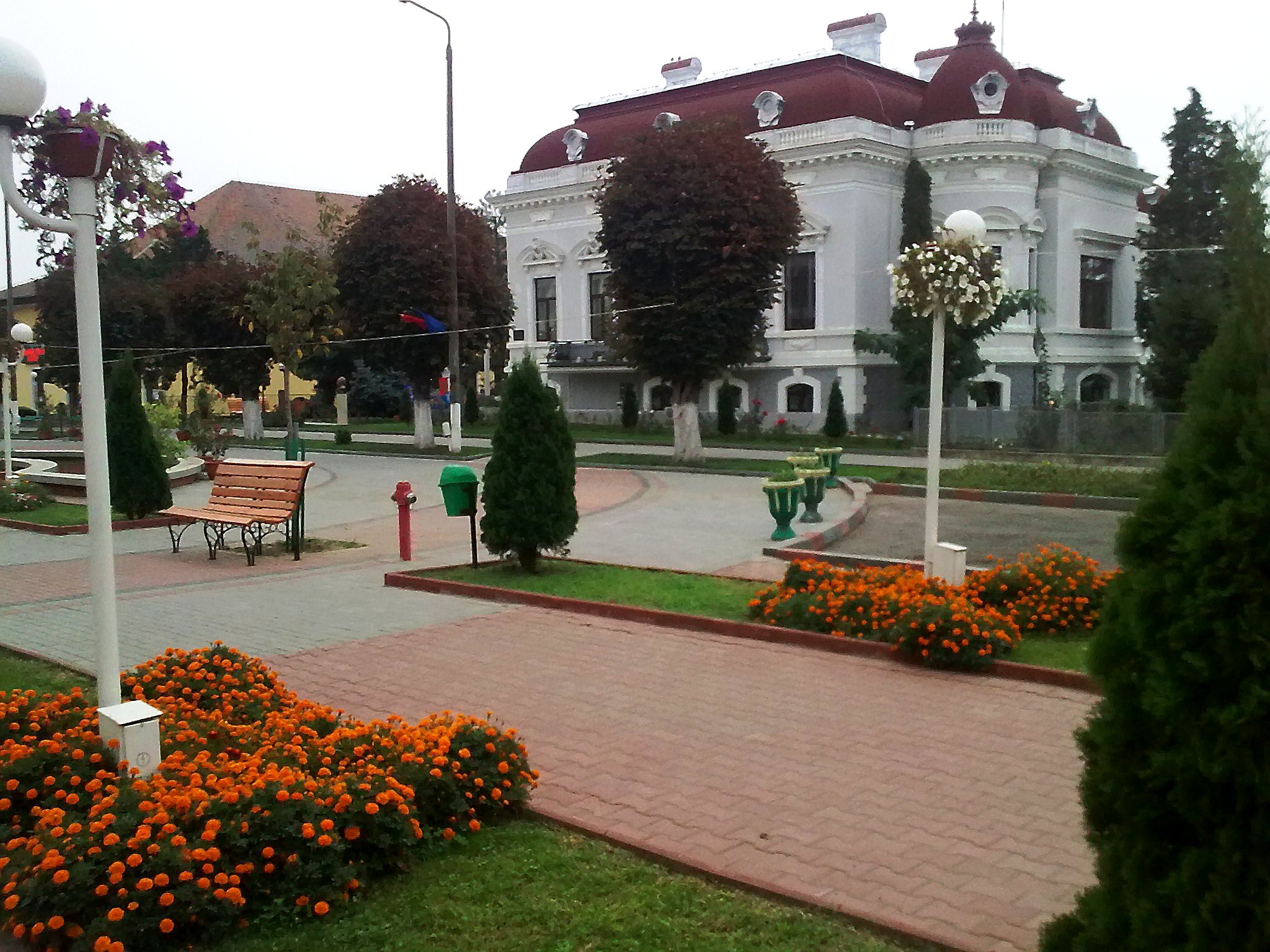
Ajuntament de Calafat

Calafat es troba al corredor fluvial VII-Danubi i al corredor paneuropeu IV que comença a Alemanya i acaba a Istanbul i Tessalònica . La ciutat es troba a la cruïlla de les carreteres nacionals DN56, DN56A i DN55A i de la ruta europea E79. La ciutat de Calafat i la seva veïna, Vidin (Bulgària), estan enllaçades per un pont sobre el Danubi a la zona anomenada Bașcov (Pont del Danubi 2) construït per l'empresa espanyola FCC.
El projecte de construcció d'un pont danubi a la zona de Calafat–Vidin data de 1925. El trànsit rodat entre Vidin i Calafat s'anava duplicant cada any, per la qual cosa es va fer necessari construir un pont amb quatre carrils de circulació, una línia de ferrocarril, un carril de dos metres d'ample per a bicicletes i una vorera per a vianants. El pont té una longitud total de 1.971 m i el seu cost s'estima en uns 200 milions de dòlars EUA. Va ser inaugurat oficialment el 14 de juny de 2013.

## Els diaris

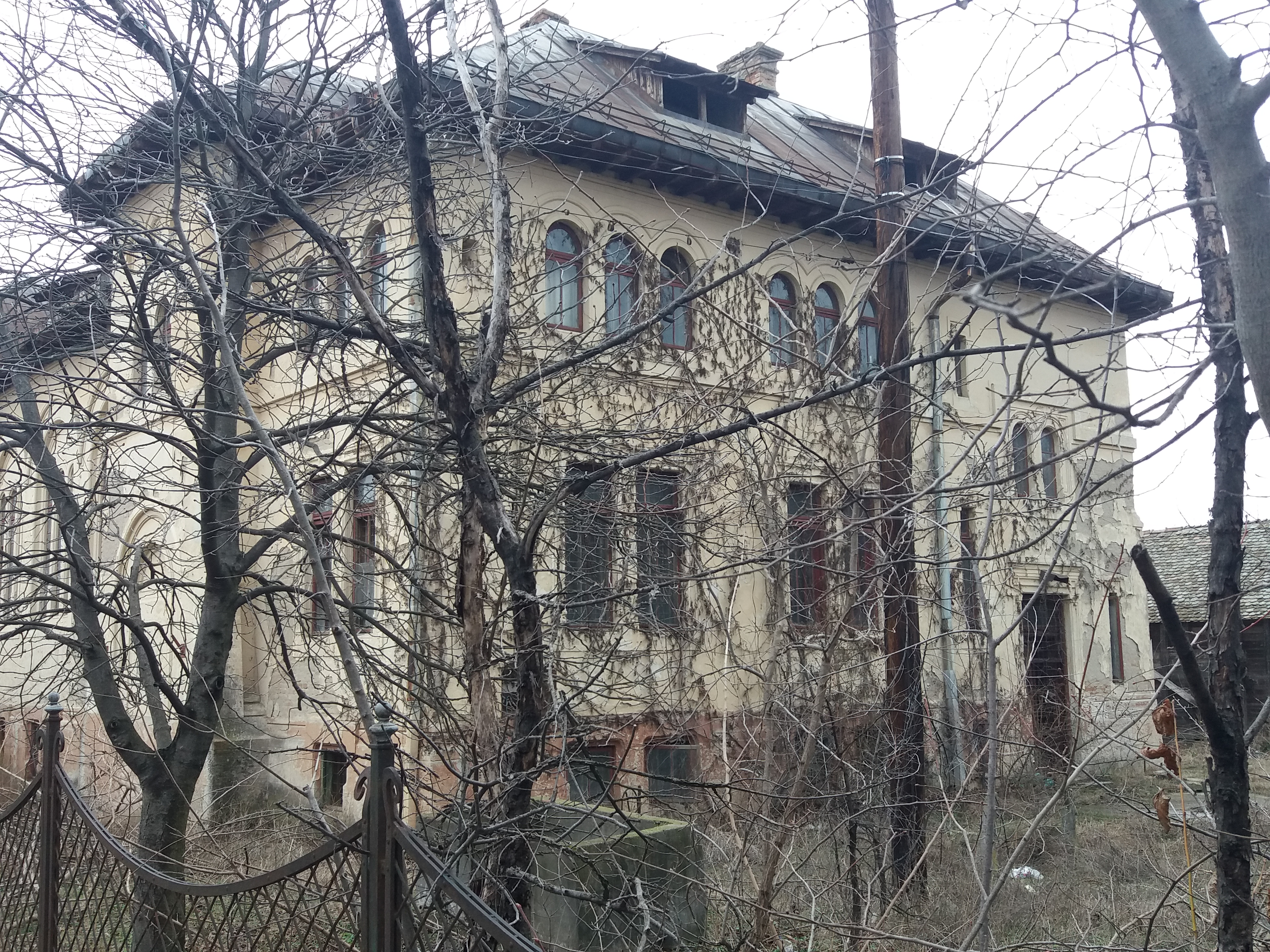
Antiga oficina de correus

Calafat té diversos diaris de la ciutat. Un d'ells es diu Ziarul De Calafat, que també es manté en línia; un altre és Calafat Live.

## Relacions Internacionals

### Pobles bessons: ciutats germanes
Calafat està agermanada amb:
- Vidin, Bulgària
- Zaječar, Sèrbia
- Duiven, Països Baixos
- Biñan, Filipines